# Puck Pieterse
Puck Pieterse (* 13. Mai 2002 in Amersfoort) ist eine niederländische Radrennfahrerin, die zu Beginn ihrer Laufbahn in der Elite-Klasse hauptsächlich im Cyclocross und im Mountainbikesport erfolgreich war, seit 2024 jedoch auch auf der Straße Spitzenresultate erzielte.

## Sportlicher Werdegang
Pieterse begann ihre internationale Laufbahn im Cyclocross mit 16 Jahren in der Saison 2018/2019. Sie holte beim GP Möbel Alvisse in Leudelange ihren ersten Sieg in der Elite, gewann die niederländische Meisterschaft der Juniorinnen und belegte bei Europa- und Weltmeisterschaft der U23 den fünften bzw. sechsten Platz. Als in der folgenden Saison 2019/2020 eine U19-Kategorie bei der EM eingeführt wurde, gewann sie diese. Kurz darauf konnte sie beim Cyklokros Tábor erstmals eine Top-Ten-Platzierung im Elite-Weltcup erzielen. Den EM-Gewinn wiederholte sie 2020/2021 in der Altersklasse U23.
In der Saison 2021/2022 stieß sie in die Weltspitze vor, belegte sechsmal Podiumsplätze bei Weltcup-Rennen der Elite und gewann die U23-Wertung des Weltcups; bei der EM auf dem VAM-Berg wurde sie Zweite der U23. Bei der WM in Fayetteville gewann sie schließlich ihren ersten Weltmeistertitel in der U23. Die darauffolgende Saison dominierte sie gemeinsam mit Fem van Empel; Pieterse gewann vier Runden des Weltcups. In Namur wurde sie erneut U23-Europameisterin. Anlässlich der niederländischen Meisterschaften ließ sie sich vorzeitig von der U23 in die Elite hochstufen und gewann. Bei der Weltmeisterschaft 2023 wurde sie Zweite hinter Van Empel. In der Saison 2023/24 gewann sie mehrere prestigeträchtige Rennen während der Kerstperiode, darunter drei Weltcups. Bei den Cyclocross-Weltmeisterschaften 2024 musste sie Fem van Empel und Lucinda Brand den Vortritt lassen und wurde Dritte.
Außerhalb des Cyclocross ist Pieterse auch im Mountainbikesport aktiv, insbesondere im olympischen Cross-Country. Sie gewann zwei niederländische Junioren-Meisterschaften sowie drei Medaillen bei den Europameisterschaften für Junioren und U23, darunter 2022 mit dem Sieg in der U23. Ab 2023 startete sie in der Elite und gewann drei Rennen im Mountainbike-Weltcup (XCO) sowie ein Weltcup-Rennen im Short Track. Am Ende der Saison war sie Weltcup-Siegerin in beiden Disziplinen. Zuvor hatte sie die Europameisterschaft gewonnen. Bei den Mountainbike-Weltmeisterschaften 2023 errang sie im Short Track die Silbermedaille und auf der olympischen Distanz die Bronzemedaille.
2024 fuhr Pieterse auf der Straße erstmals die Frühjahrsklassiker und platzierte sich mehrfach unter den Top 10, darunter mit einem sechsten Platz bei der Flandern-Rundfahrt. Zum Auftakt ihrer Mountainbike-Saison konnte sie im Mai 2024 bei extremen Wetterbedingungen in Cheile Grădiștei ihren Europameistertitel im Cross-Country XCO verteidigen. Danach erzielte sie drei Siege im Mountainbike-Weltcup, darunter einen im XCO. Ende Juli lag sie im olympischen Mountainbikerennen lange Zeit auf Platz zwei, bis ein Defekt ihre Chancen zunichtemachte.
Ihre bis dahin größten Erfolge erzielte Pieterse mit dem Sieg auf der 4. Etappe der Tour de France Femmes 2024 und dem Gewinn der Mountainbike-Weltmeisterschaft 2024 im Cross-Country XCO. Im Frühjahr 2025 holte sie bei Flèche Wallonne erstmals den Sieg in einem Eintagesrennen.

## Erfolge

### Cyclocross
2018/2019
 Niederländische Meisterin (Juniorinnen)
2019/2020
 Europameisterin (Juniorinnen)
 Weltmeisterschaft (Juniorinnen)
2020/2021
 Europameisterin (U23)
2021/2022
 Weltmeisterin (U23)
 Europameisterschaft (U23)
Weltcup (U23) – Gesamtwertung
2022/2023
 Europameisterin (U23)
 Niederländische Meisterin
 Weltmeisterschaft
Weltcup – Overijse, Hulst, Val di Sole, Besançon
Superprestige – Diegem
X²O Trofee – Herentals
2023/2024
 Weltmeisterschaft
Weltcup – Gavere, Hulst, Zonhoven
Superprestige – Diegem
2024/2025
 Weltmeisterschaft
 Niederländische Meisterin
X²O Trofee – Koksijde

### Mountainbike
2019
 Niederländische Meisterin (Juniorinnen) – Cross-Country XCO
2020
 Europameisterschaft (Juniorinnen) – Cross-Country XCO
 Niederländische Meisterin (Juniorinnen) – Cross-Country XCO
2021
 Europameisterschaft (U23) – Cross-Country XCO
2022
 Europameisterin (U23) – Cross-Country XCO
2023
 Europameisterin – Cross-Country XCO
Weltcup-Gesamtwertung und drei Siege – Cross-Country XCO (Nové Město na Moravě, Leogang, Val di Sole)
Weltcup-Gesamtwertung und ein Sieg – Shorttrack XCC (Portes du Soleil)
 Weltmeisterschaften – Shorttrack XCC
 Weltmeisterschaften – Cross-Country XCO
2024
 Weltmeisterin – Cross-Country XCO
 Europameisterin – Cross-Country XCO
 Europameisterschaften – Cross-Country XCC
ein Weltcup-Sieg – Cross-Country XCO (Les Gets)
zwei Weltcup-Siege – Shorttrack XCC (Val di Sole und Crans-Montana)

### Straße
2024
eine Etappe und  Nachwuchswertung Tour de France Femmes
 Weltmeisterin (U23) – Straßenrennen
2025
Flèche Wallonne